# Elecciones provinciales del Chaco de 1999
Las elecciones generales de la provincia del Chaco de 1999 tuvieron lugar el 12 de septiembre del mencionado año con el objetivo de renovar los cargos de Gobernador, Vicegobernador, y 16 de los 32 escaños de la Legislatura Provincial. Fueron las primeras elecciones después reforma constitucional que contaron con la posibilidad de reelección del gobernador. Si ningún candidato obtenía más del 45% de los votos, o más del 40% con una diferencia de 10 puntos sobre el segundo se hubiese realizado una segunda vuelta, la cual estaba programada para el 10 de octubre.
El gobernador radical Ángel Rozas se presentó para la reelección, reeditando el Frente de Todos que le permitió triunfar en 1995, pero ahora contando con el apoyo nacional de la Alianza. El peronismo, principal oposición, llevó como candidato al joven Jorge Capitanich, triunfador de elecciones internas en las cuales contó con el apoyo del entonces presidente Carlos Menem. En las mismas hubo acusaciones de fraude.
El resultado estableció que Rozas fuera reelecto sin necesidad de balotaje, al obtener el 63%, frente al 31% del peronismo. El partido provincial Acción Chaqueña, gobernante entre 1991 y 1995, no pudo romper la polarización y solo obtuvo el cuarto lugar con el 2.26% de los votos.

## Resultados

### Gobernador y Vicegobernador
|  | 63.29 % |

|  | 0.06 % |

|  | 63.35 % |

|  | 31.21 % |

|  | 2.43 % |

|  | 2.26 % |

|  | 35.90 % |

|  | 0.73 % |

|  | 97.68 % |

|  | 1.93 % |

|  | 0.38 % |

|  | 100.00 % |

|  | 78.52 % |

### Cámara de Diputados
| ← 1997 · Cámara de Diputados · 2001 → | ← 1997 · Cámara de Diputados · 2001 → | ← 1997 · Cámara de Diputados · 2001 → | ← 1997 · Cámara de Diputados · 2001 → | ← 1997 · Cámara de Diputados · 2001 → | ← 1997 · Cámara de Diputados · 2001 → | ← 1997 · Cámara de Diputados · 2001 → | ← 1997 · Cámara de Diputados · 2001 → | ← 1997 · Cámara de Diputados · 2001 → | ← 1997 · Cámara de Diputados · 2001 → |
| Partido/Alianza                       | Partido/Alianza                       | Partido/Alianza                       | Votos                                 | %                                     | Bancas                                | Bancas                                | Bancas                                | Bancas                                | Candidatos |
| Partido/Alianza                       | Partido/Alianza                       | Partido/Alianza                       | Votos                                 | %                                     | Obtenidas                             | +/-                                   | Totales                               | +/-                                   | Candidatos |
| ------------------------------------- | ------------------------------------- | ------------------------------------- | ------------------------------------- | ------------------------------------- | ------------------------------------- | ------------------------------------- | ------------------------------------- | ------------------------------------- | --- |
|                                       |                                       | Frente de Todos                       | 281.438                               | 59,78                                 |                                       |                                       |                                       |                                       | |
|                                       | Bases y Principios del Chaco          | 267                                   | 0,06                                  |                                       |                                       |                                       |                                       |                                       | |
| Total Frente de Todos                 | Total Frente de Todos                 | Total Frente de Todos                 | 281.705                               | 62,05                                 | 11/16                                 | 6                                     | 21/32                                 | 6                                     | Ver candidatos: 1. Guillermo Alberto Agüero 2. Irene Ada Dumrauf 3. Carlos Ulrich 4. Delfor Horacio Rafel 5. Lino César Orsolini 6. Olinda Montenegro 7. Leandro Hipólito Máximo Salom 8. José Ernesto de Bortoli 9. Ana Satina 10. Miguel José Luis García 11. Delfino Juan Masin 12. Zulma Galeano de Kaenel 13. Ilda Susana Oliva 14. Hugo Marcos Tayara 15. Marisa Antonia Lizarraga 16. Ramón Hugo Juárez                              |
|                                       | Unión para el Nuevo Chaco             | Unión para el Nuevo Chaco             | 144.674                               | 30,73                                 | 5/16                                  | 3                                     | 10/32                                 | 3                                     | Ver candidatos: 1. José Alfredo Pedrini 2. Jacinto Amaro Sampayo 3. María Cristina Magnano 4. Roberto Pruncini 5. Julio René Sotelo 6. Elsa Amelia Codutti 7. Rodolfo Alcides García 8. Oscar Ramón Prado 9. Clarisse Myriam Pasmanter 10. María Esther Muttinelli 11. Carlos Gerardo Palacios 12. Gustavo Martín Martínez 13. Diego Miguel Ángel Claude 14. Ángel Edgardo Aguirre Hayes 15. Karina Elizabeth Skulski 16. José Ramón Suárez |
|                                       | Acción Chaqueña                       | Acción Chaqueña                       | 12.565                                | 2,67                                  | 0/16                                  | 3                                     | 1/32                                  | 3                                     | Ver candidatos: 1. Víctor Antonio Lapasini 2. Camilo Rubén Frangioli 3. Carmen Montaño 4. Ricardo Francisco Billa 5. Ángel René Carabajal 6. Celina Irene Euler 7. Raúl Alberto Gómez 8. Guido Carlos Tomasín 9. Yolanda María García 10. Carlos Omar González 11. Jorge Omar Lisboa 12. Raquel Ester López 13. Roberto Héctor Gillard 14. Nicolás Eusebio Pérez 15. Antonia Patricia Romero 16. José Díaz                                  |
|                                       | Partido Nacionalista Constitucional   | Partido Nacionalista Constitucional   | 11.495                                | 2,44                                  | 0/16                                  | Sin cambios                           | 0/32                                  | Sin cambios                           | Sin datos |
|                                       | Partido Comunista                     | Partido Comunista                     | 3.549                                 | 0,75                                  | 0/16                                  | Sin cambios                           | 0/32                                  | Sin cambios                           | Ver candidatos: 1. Alberto Luis Tabares 2. Alberto Castillo 3. Yolanda Carmen Fidani 4. Adolfo Raúl Molodezky 5. María Cristina Quenardelle 6. Aníbal Fabián Zalazar 7. María Cristina Cantero 8. Mario Isaac Mañanes 9. Eduardo Gabriel Armando 10. Rodolfo Romero 11. Alicia Ester Acevedo 12. Héctor Mauricio Vicente 13. Cristina Susana Borchichi 14. Duilio Jorge Ramírez 15. Alejandro Ariel Quirós 16. José Luis Quintana           |
|                                       |                                       |                                       |                                       |                                       |                                       |                                       |                                       |                                       | |
| Votos positivos                       | Votos positivos                       | Votos positivos                       | 453.988                               | 96,43                                 |                                       |                                       |                                       |                                       | |
| Votos en blanco                       | Votos en blanco                       | Votos en blanco                       | 15.347                                | 3,26                                  |                                       |                                       |                                       |                                       | |
| Votos anulados                        | Votos anulados                        | Votos anulados                        | 1.448                                 | 0,31                                  |                                       |                                       |                                       |                                       | |
| Total de votos                        | Total de votos                        | Total de votos                        | 470.783                               | 100                                   |                                       |                                       |                                       |                                       | |
| Votantes registrados/participación    | Votantes registrados/participación    | Votantes registrados/participación    | 524.643                               | 76,75                                 |                                       |                                       |                                       |                                       | |
| Fuentes:                              |                                       |                                       |                                       |                                       |                                       |                                       |                                       |                                       | |